# Steve Ngoura
Steve Ngoura, né le 22 février 2005 à Ivry-sur-Seine (France), est un footballeur français jouant au poste d'avant-centre au Cercle Bruges KSV.

## Biographie

### En club
Steve Ngoura naît à Ivry-sur Seine. Il commence le sport par le judo, avant de faire du football dès l'âge de six ans. Il joue pour le club de sa ville, l'ES Vitry, avant de rejoindre l'AS Choisy-le-Roi en 2017. Deux ans plus tard, il migre vers le centre de formation du Havre AC, alors pensionnaire de Ligue 2. Performant avec les équipes de jeunes, il s'illustre notamment en marquant le but de la victoire en coupe Gambardella face au Paris Saint-Germain (1-0).                                   
Le 6 août 2022, il fait ses débuts en professionnel lors d'un match de Ligue 2 face au Valenciennes FC. Toutefois, lors de cette saison 2022-2023, Ngoura joue principalement en équipe réserve et en U19, où il se montre prolifique et termine meilleur buteur des équipes de jeunes. N'apparaissant qu'à une seule reprise en Ligue 2 sur l'ensemble de la saison, il est toutefois médaillé grâce à son apparition au stade du Hainaut, et remporte son premier trophée en professionnel.                                  
Le 7 janvier 2024, à la suite de la blessure de son coéquipier Élysée Logbo, il apparaît pour la première fois en Coupe de France face au SM Caen. La semaine suivante, il découvre la Ligue 1 lors de la victoire du HAC face à l'Olympique lyonnais (3-1). Le 21 janvier, il marque son premier but en professionnel face à Châteauroux en Coupe de France. Lors du match suivant à Lorient, il est passeur décisif pour André Ayew, qui inscrit un retourné acrobatique égalisateur à la dernière minute (3-3), élu but du mois en Ligue 1. Au total, il dispute douze rencontres de Ligue 1 durant la saison.
Le 3 janvier 2025, Steve Ngoura signe un contrat de trois saisons et demie jusqu'en juin 2028, assorti d'une option pour une saison supplémentaire, auprès du Cercle Bruges KSV en première division belge.

### En sélection
Le 18 août 2021, il joue son premier match international avec l'équipe de France U17 face à l'Espagne. Fin 2023, il marque son premier but international face à la Belgique avec l'équipe de France des moins de 19 ans. Trois jours plus tard, il inscrit un triplé face à la Suisse. 
Il participe ensuite aux matchs de qualification pour l'Euro U19 2024 en Irlande du Nord, avant d'être sélectionné par Bernard Diomède pour participer au tournoi en juillet. Il est titulaire lors des deux premières rencontres remportées par la France face à la Turquie (2-1) et au Danemark (4-2),. Il reste sur le banc lors du dernier match de groupe face à l'Espagne (2-2), puis retrouve sa place de titulaire lors de la victoire face à l'Ukraine en demi-finale (1-0). À nouveau opposés aux Espagnols en finale, où il démarre sur le banc, la France est finalement battue (0-2).
En septembre 2024, il est convoqué pour la première fois avec l'équipe de France U20. Il inscrit sept buts lors de ses quatre premiers matchs avec cette catégorie, notamment un triplé face à l'équipe du Maroc U20.

## Statistiques
| Saison                | Club                  | Championnat           | Championnat | Championnat | Championnat | Coupe(s) nationale(s) | Coupe(s) nationale(s) | Coupe(s) nationale(s) | Total | Total | Total |
| Saison                | Club                  | Division              | M.          | B.          | P.d.        | M.                    | B.                    | P.d.                  | M.    | B.    | P.d.  |
| 2022-2023             | Le Havre AC           | Ligue 2               | 1           | 0           | 0           | -                     | -                     | -                     | 1     | 0     | 0     |
| 2023-2024             | Le Havre AC           | Ligue 1               | 12          | 0           | 1           | 3                     | 1                     | 0                     | 15    | 1     | 1     |
| 2024-2025             | Le Havre AC           | Ligue 1               | 8           | 0           | 0           | 0                     | 0                     | 0                     | 8     | 0     | 0     |
| Total sur la carrière | Total sur la carrière | Total sur la carrière | 21          | 0           | 1           | 3                     | 1                     | 0                     | 24    | 1     | 1     |

## Palmarès
- Le Havre AC
  - Champion de France de Ligue 2 en 2023